# Quincy Owusu-Abeyie
Quincy James Owusu-Abeyie, född 15 april 1986 i Amsterdam, ofta mer känd för endast sitt förnamn Quincy, är en ghanansk fotbollsspelare. Han kan spela som anfallare och yttermittfältare.
Han föddes i Nederländerna och spelade i deras olika ungdomslandslag, men begärde under 2007 att bli tillgänglig att representera Ghana istället. Fifa godkände hans begäran den 10 januari 2008, strax före Afrikanska mästerskapet i fotboll 2008.